# World Radio TV Handbook
World Radio TV Handbook (conosciuto anche come WRTH) è una guida cartacea, aggiornata e pubblicata annualmente dalla WRTH Publications Limited, sul mondo del radioascolto in onde lunghe, onde medie, onde corte ed FM. Solo successivamente è stata aggiunta la categoria TV.
Nel 2024 è giunto alla sua 78ª edizione.

## Contenuto
Il libro è composto dalle seguenti sezioni:
- Features, rubrica con pagine a colori contenente l'editoriale del direttore, interviste, recensioni di apparecchi radiofonici, mappe ed altre rubriche specifiche ed utili ai radioascoltatori.
- National radio, la sezione dedicata alle radio a diffusione nazionale.
- International radio, la sezione dedicata alle radio a diffusione internazionale, con riferimenti a frequenze ed orari d'ascolto, con relativo indirizzo per la ricezione dei rapporti d'ascolto e delle cartoline QSL.
- Frequency list, la lista delle frequenze radiofoniche in ordine numerico e relative stazioni radiofoniche ascoltabili.
- Television
- Reference, dati specifici delle emittenti radiofoniche, dei trasmettitori e altre informazioni prettamente tecniche.

## Edizioni
- 1947-2022  World Radio TV Handbook, WRTH Publications Limited.
- 2023-oggi  World Radio TV Handbook, Radio Data Center GmbH.